# غويلرمو مارينو
غويلرمو مارينو (بالإسبانية: Guillermo Marino)‏ (2 فبراير 1981 سانتا في الأرجنتين - ) هو لاعب كرة قدم أرجنتيني يلعب كلاعب وسط.

## روابط خارجية
- غويلرمو مارينو على موقع قاعدة بيانات كرة القدم.إي يو (الإنجليزية)
- غويلرمو مارينو على موقع Soccerway.com (الإنجليزية)
- غويلرمو مارينو على موقع عالم كرة القدم.نت (الإنجليزية)